# Höhlenruine von Hunas
Die Höhlenruine von Hunas ist eine verfüllte Höhle bei Hunas, einem Gemeindeteil der mittelfränkischen Gemeinde Pommelsbrunn im Landkreis Nürnberger Land in Bayern.

## Lage
Die Höhlenruine liegt etwa 400 Meter westlich des Weilers Hunas am Rand eines seit etwa 1860 betriebenen Steinbruchs am Osthang des Steinberges.

## Beschreibung
Sie ist auch als Steinberg-Höhlenruine bekannt und befindet sich im Frankendolomit des Malm-Delta. Der Steinberg wird von den Resten eines Höhlensystems durchzogen, das an zwei Stellen angeschnitten wurde. Im Nordteil bestand die inzwischen abgebaute Höhle aus einem System enger Gänge und kleinerer Kammern. Die ursprünglichen Dimensionen des Höhlenraums lassen sich nicht mehr rekonstruieren, da er durch den Vorgängersteinbruch und die Neuorganisation des Bruches im Jahre 1982 zum Teil zerstört wurde. Der ursprüngliche Höhleneingang dürfte in einem kleinen Tälchen gelegen haben, das heute von der Steinbruchstraße benutzt wird. 
Die Höhle wurde im Mai 1956 von dem Erlanger Paläontologen Florian Heller entdeckt. Es handelt sich um eine seit vielen Jahrzehntausenden verschüttete Höhle, die erst wiedergefunden wurde, als ihre lockere Verfüllung bei Steinbrucharbeiten angeschnitten wurde. Die nachfolgenden Grabungen durch Heller wurden 1964 abgeschlossen. 
Durch die Wiederaufnahme des Steinbruchbetriebes wurden die noch nicht ergrabenen Schichtenpakete der vor etwa 80.000 Jahren eingestürzten und mit lockeren Sedimenten verfüllten Höhle teilweise zerstört. Es folgten Rettungsgrabungen, die in den Jahren 1983 bis 1985 vom Lehrstuhl für Ur- und Frühgeschichte der Friedrich-Alexander-Universität Erlangen-Nürnberg durchgeführt wurden. Von dem über 20 Meter hohen Schichtenpaket konnten noch vier Meter im hintersten Teil der ehemaligen Höhle untersucht werden. Die Grabungen wurden nachfolgend mit enorm verfeinerten Methoden bis 2012 fortgesetzt. Dabei zeigte sich, dass die Ablagerungen ein weit über Bayern hinaus einzigartiges Archiv beherbergen. 
In den Ablagerungen wurden Spuren von mehr als 130 Tierarten nachgewiesen. Diese Tiere sind auf ganz unterschiedliche Art in die Höhle gelangt. Einige Tiere suchten hier Unterschlupf oder einen Platz für den Winterschlaf, wie etwa Bären und Fledermäuse. Andere dagegen wurden als Jagdbeute von Raubtieren oder auch vom Menschen in die Höhle gebracht. Nach den bisherigen Erkenntnissen gehören die dabei zahlreich geborgenen Tierreste und auch wenige Steinwerkzeuge und Silexabschläge noch der vorletzten Eiszeit an. Mit einem Alter von mehr als 200.000 Jahren stellen diese die bislang ältesten in Bayern bekannten Spuren menschlichen Lebens dar.
Bei den Grabungen zeigte sich, dass in fast allen Schichten die Anwesenheit des Menschen nachzuweisen ist. Ebenfalls nachgewiesen sind u. a. Höhlenbär, Höhlenlöwe, Höhlenhyäne, Wolf, Eis- und Rotfuchs. Die reiche Kleinfauna, zusammen mit Pflanzenresten wie Holzkohle, Pollen und der Analyse der Sedimente, erlaubt gute Einblicke in die Klimaentwicklung während der Ablagerungszeit. So wird die mächtige Schichtenfolge zu einem vielfach gegliederten Archiv, das über einen langen Zeitraum hinweg den ständigen Wechsel von Klima und Umweltbedingungen während des Eiszeitalters dokumentiert. 
Das mächtige untere Schichtpaket zeigt gemäßigte bis warm-gemäßigte Bedingungen mit einigen Klimaschwankungen. Damals lebten Berberaffen auf der von lichtem Mischwald bedeckten Frankenalb. Das Klimaarchiv zeigt auch, dass diese Phase ein Ende fand und es wurde zunehmend trockener und kälter. Die Nordische Wühlmaus, der Zwergpfeifhase, der Lemming und andere kältetolerante Tierarten breiteten sich in Folge aus. Mit den obersten Schichten setzte eine Wiedererwärmung ein. 
In der neuen Grabungsfläche war 2002 an der Basis der Schichtenfolge eine Sinterdecke angetroffen worden. Eine Untersuchung ergab ein Zeitfenster von etwa 100.000 bis 125.000 Jahren im Bereich von 200.000 Jahren. Damit würde sich die ganze Sedimentfolge an den Beginn der Würm-Kaltzeit datieren lassen. Die gefundenen Steinartefakte der oberen Schichten sind stimmig mit der Datierung der Archäologen. Die Geräte aus den unteren Schichten unterscheiden sich deutlich von den jüngeren und lassen sich mit mittelpleistozänen Fundstellen vergleichen. Die Neudatierung macht den Fund von 1986 eines menschlichen Backenzahns aus Hunas zum klassischen Neandertaler und somit ältesten Hominiden aus Bayern.
Das Areal ist vom Bayerischen Landesamt für Denkmalpflege als Bodendenkmal D-5-6435-0023 ausgewiesen. Im Höhlenkataster Fränkische Alb (HFA) hat sie die Katasternummer A 236.
Ein Teil der Funde sowie eine Kopie des Neandertaler-Zahns kann in dem 2011 eröffneten Museum Urzeitbahnhof Hartmannshof im ehemaligen Bahnhofsgebäude des Bahnhofs Hartmannshof besichtigt werden.

## Zugang
Die Höhlenruine liegt in einem gewerblich genutzten Steinbruch auf Privatgelände. Der Zutritt ist daher verboten. Zum fünften Museumsgeburtstag des Vorgeschichtsmuseums Urzeitbahnhof am 16. Oktober 2016 wurden letztmals Führungen mit der Grabungsleiterin Brigitte Hilpert und ihrer Fachkollegin Dieta Ambros angeboten. Die Höhlenreste werden wohl in naher Zukunft im Rahmen des weiteren Steinbruchbetriebes abgebaut werden.
In der Nähe der Grabungsstätte befindet sich eine Gedenkstätte für die 2006 verstorbene ehemalige Grabungsleiterin Brigitte Kaulich.

## Bildergalerie

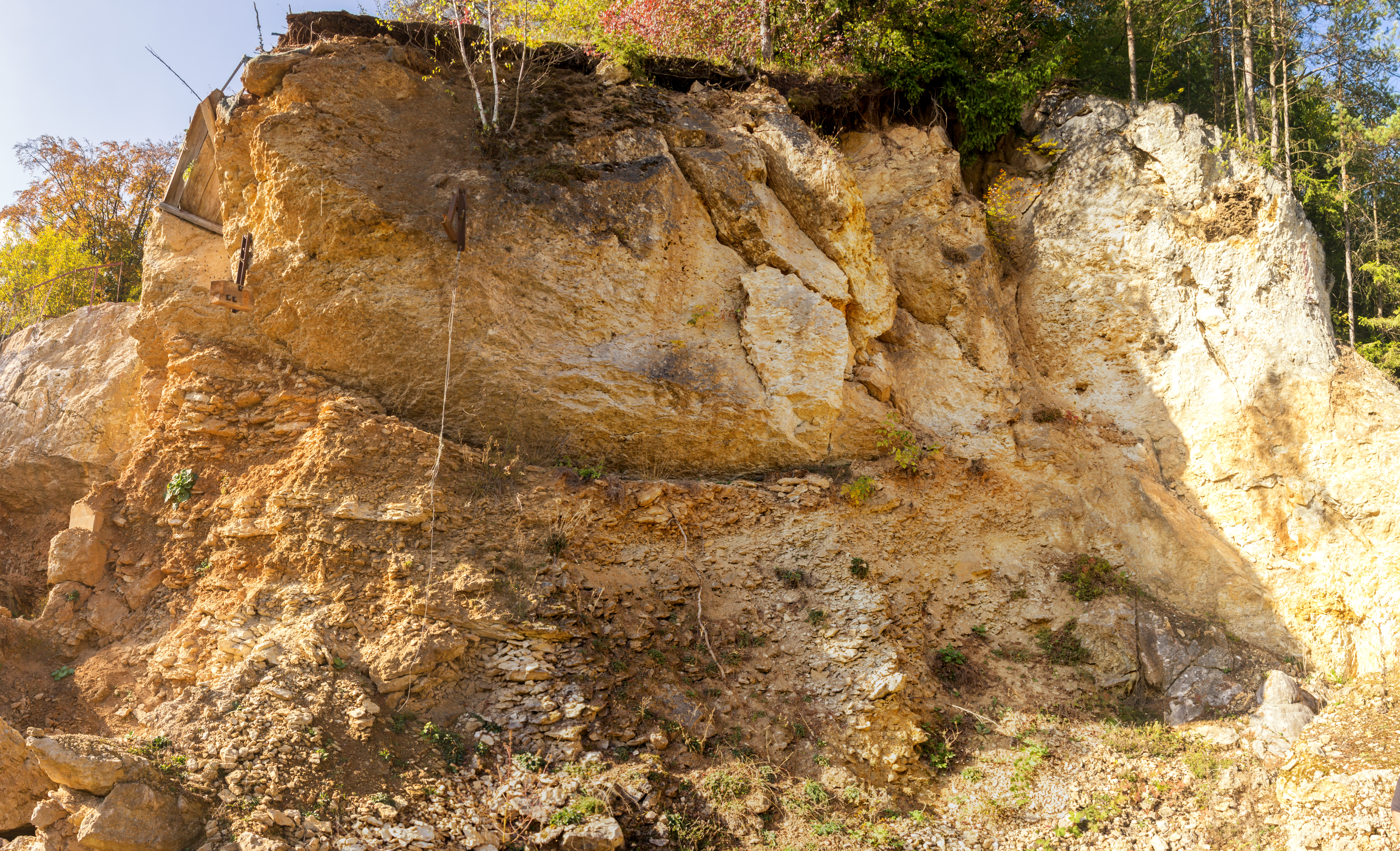
Panoramasicht auf die Höhlenruine
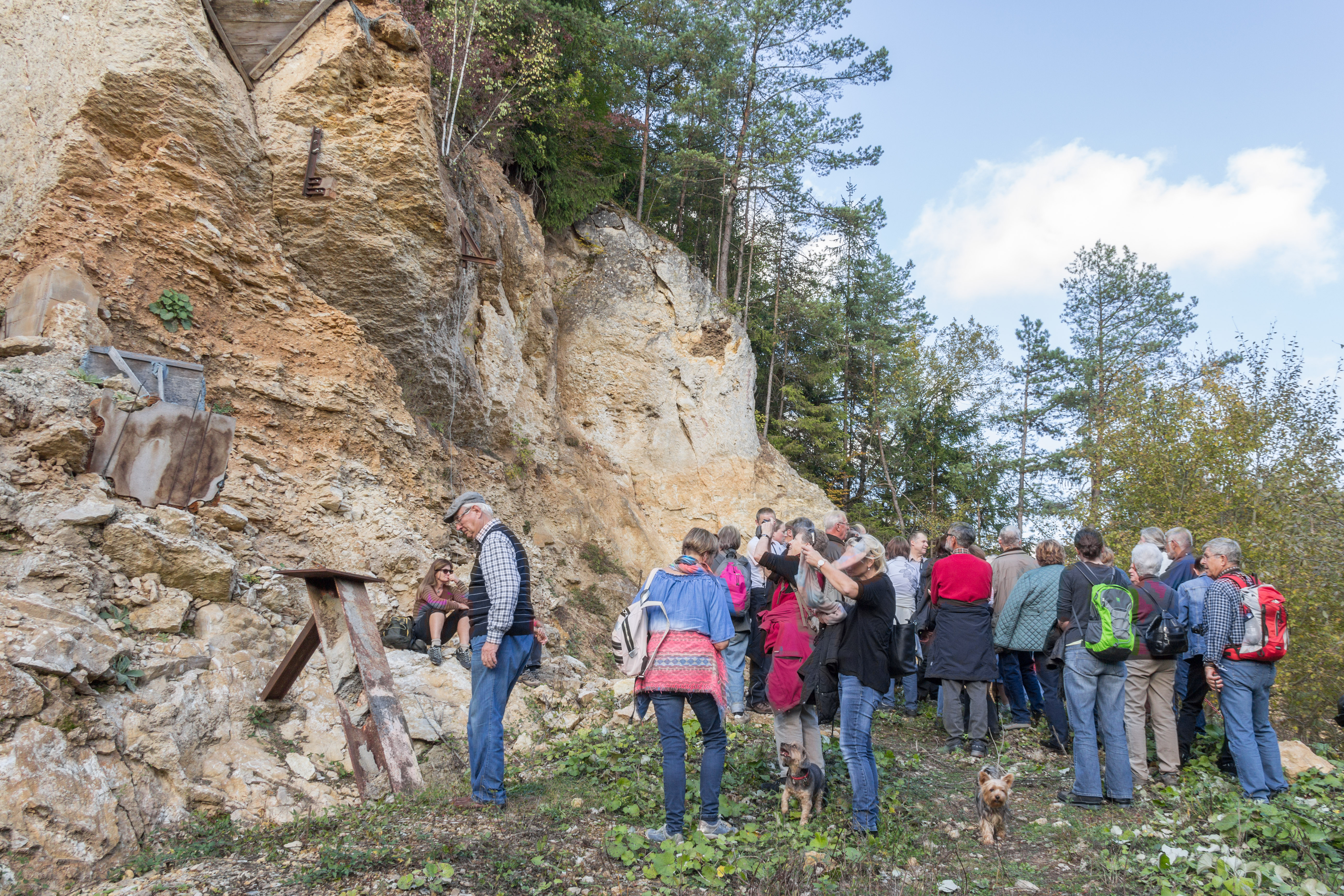
Letzte Führung am 16. Oktober 2016
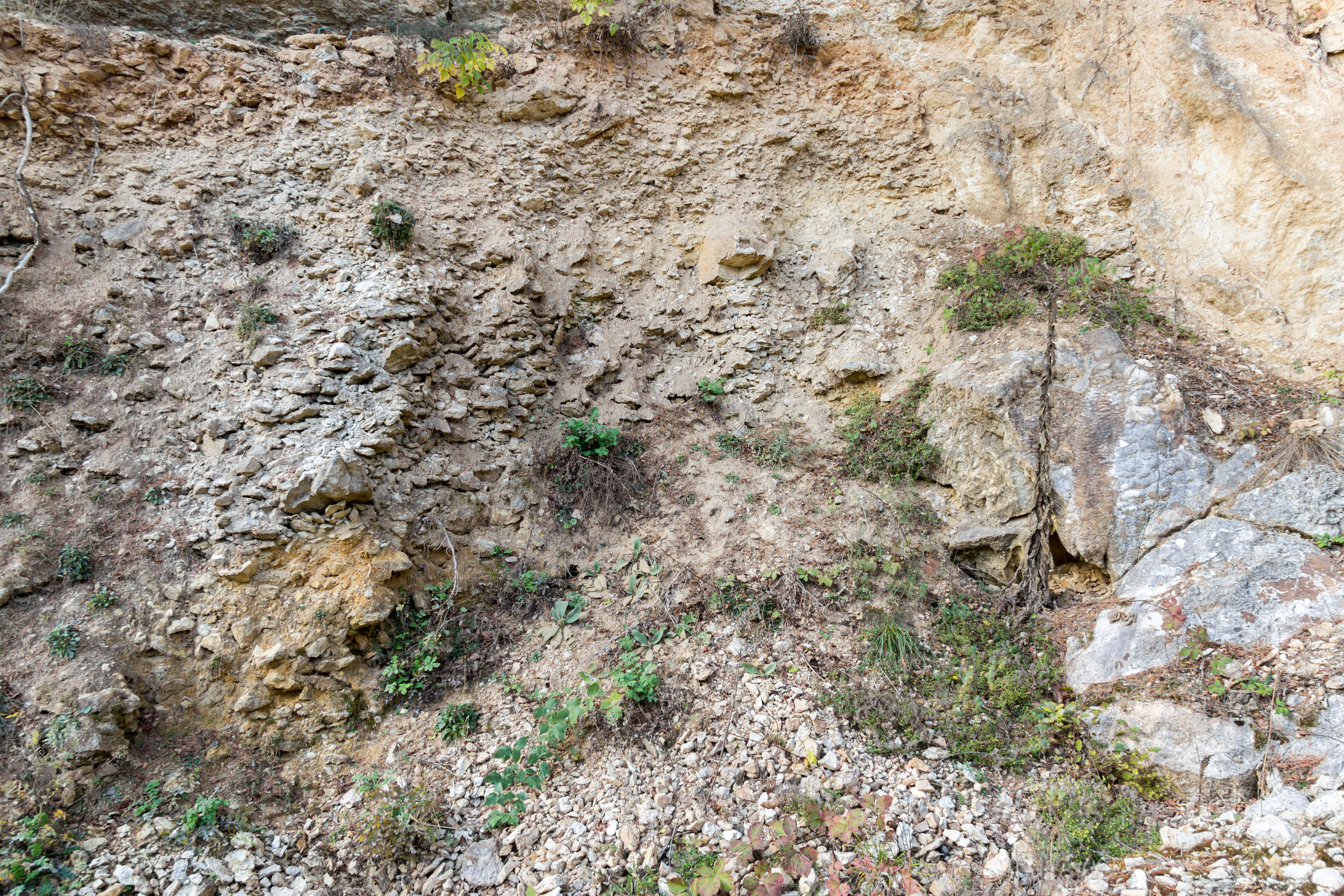
Schichtfolge
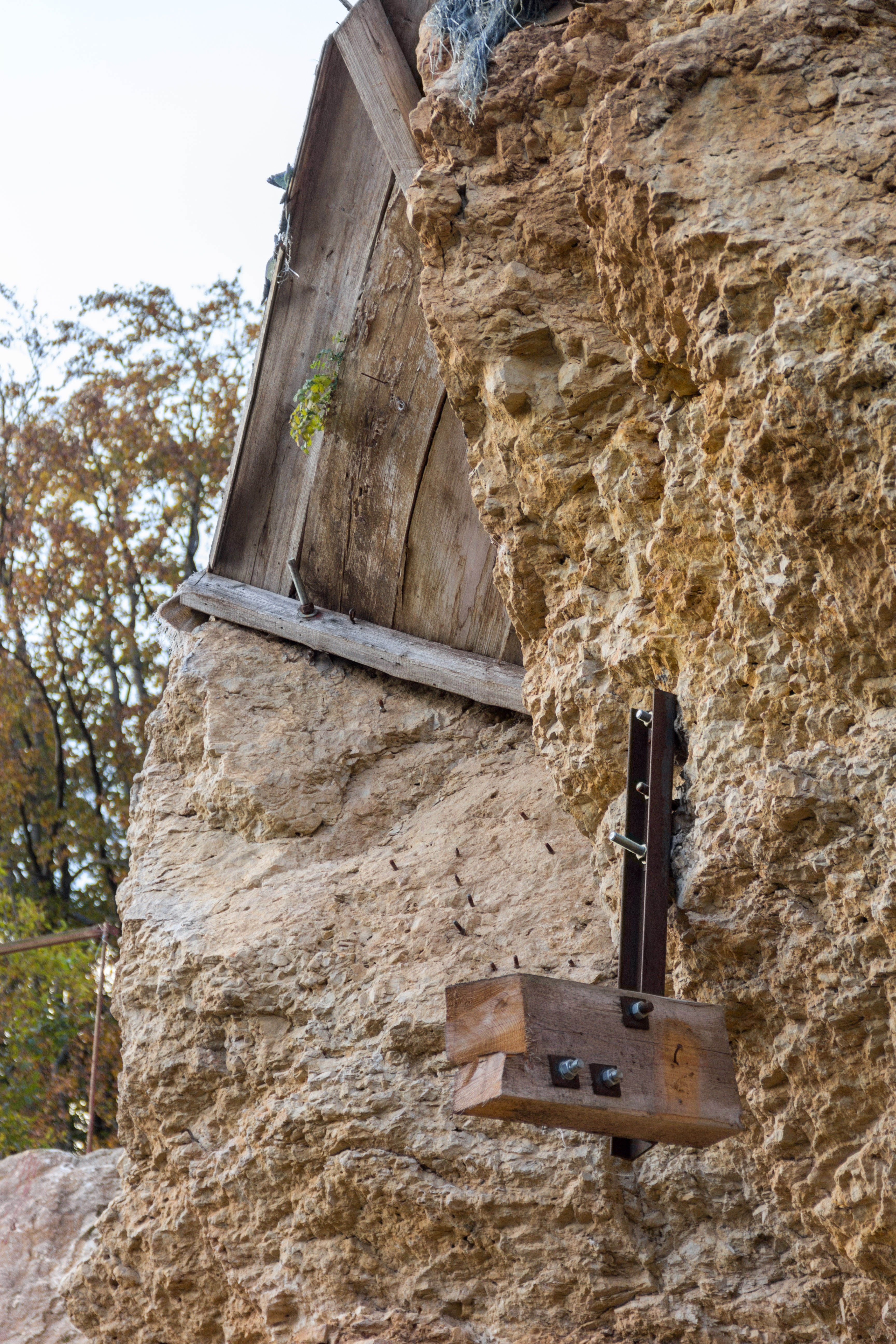
Reste der Grabungs- installation
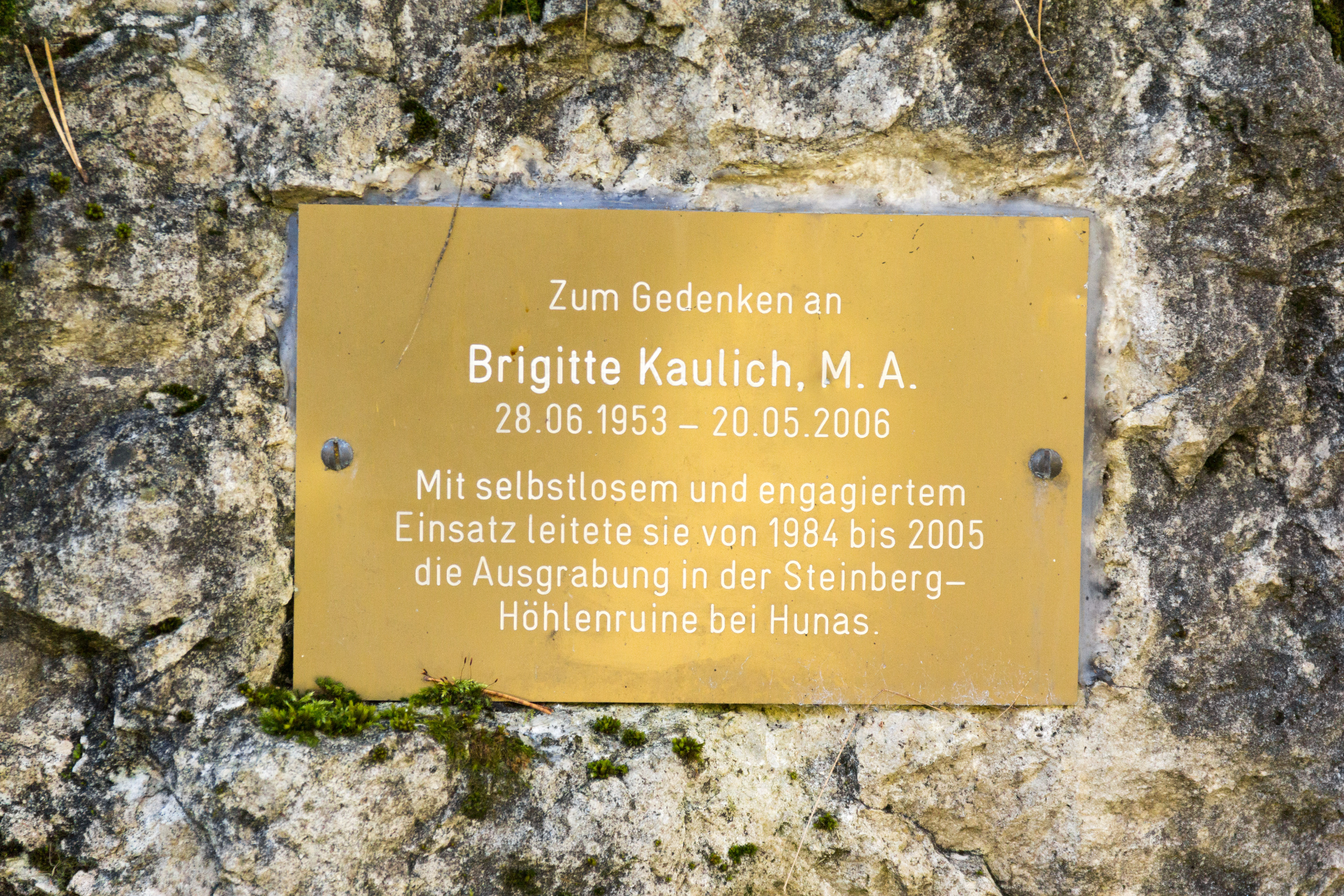
Gedenktafel Brigitte Kaulich